# Cupcakke
Elizabeth Eden Harris, nota anche con lo pseudonimo di CupcakKe (Chicago, 31 maggio 1997), è una rapper e cantautrice statunitense.
È principalmente nota per i suoi lavori hip hop iper-sessualizzati e per il suo personaggio sfacciato e, a tratti, comico.

## Biografia

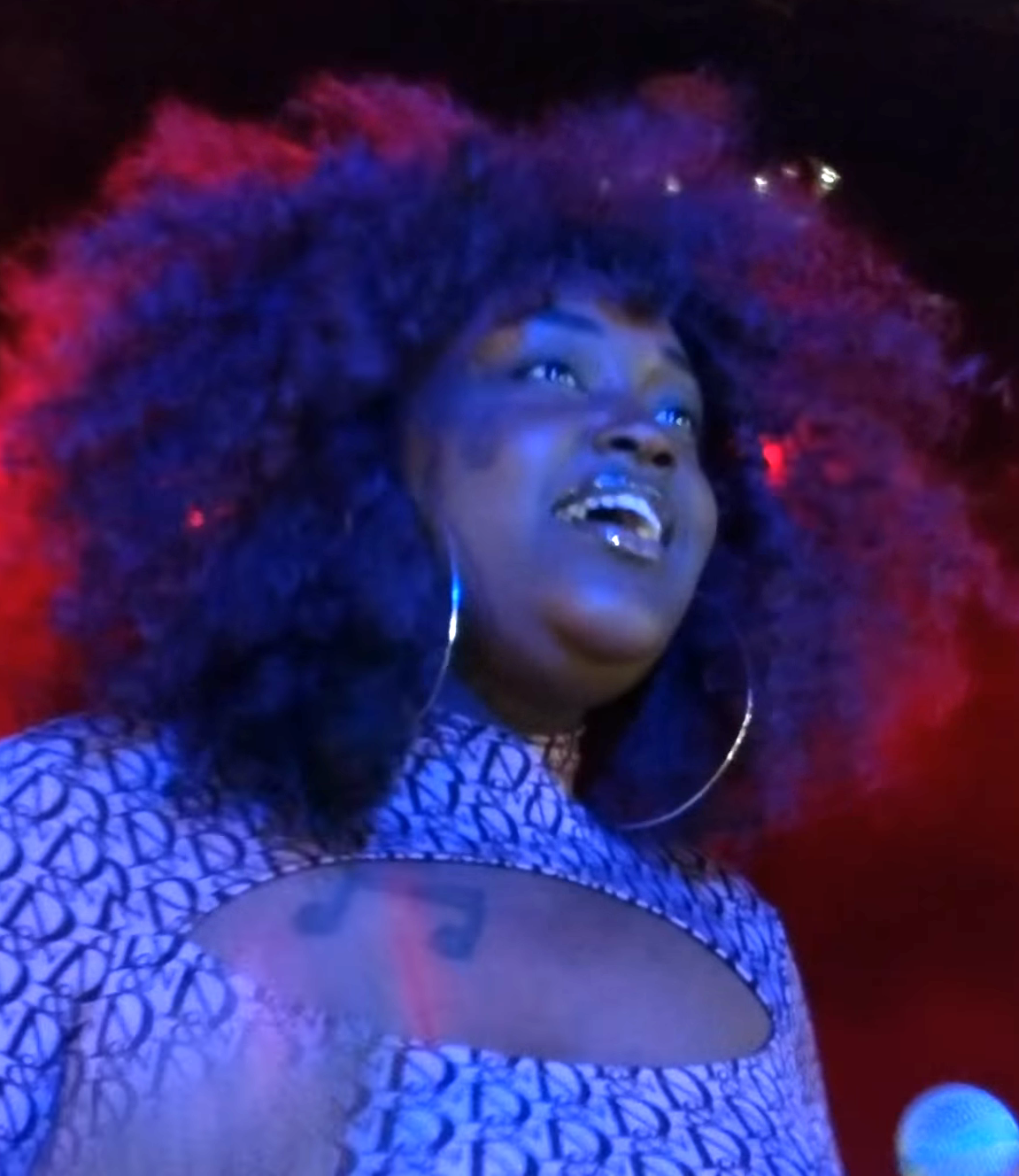
Cupcakke a New York nel 2018

Elizabeth Eden Harris nasce il 31 maggio 1997 a Chicago, nell'Illinois, ed è stata cresciuta da una madre single, trascorrendo quasi quattro anni nei rifugi per senzatetto di Chicago a partire dall'età di sette anni. È andata a scuola con altri rapper affermati di Chicago tra cui Lil Reese e Chief Keef.
Ha iniziato a dedicarsi alla musica e alla poesia all'età di dieci anni grazie al suo coinvolgimento nella sua chiesa locale. Fu anche lì che iniziò a esibirsi, per i pastori locali recitando poesie sul cristianesimo e la sua fede. All'età di 13 anni, sotto consiglio di un compagno di chiesa, Harris inizia a trasformare le sue poesie in testi rap. Cita 50 Cent , Lil' Kim e Da Brat come prime influenze del suo stile musicale. 

## Carriera

### Gli inizi (2012-2016)
Nell'agosto 2012, all'età di 15 anni, Harris ha pubblicato sul suo canale YouTube il singolo Gold Digger accompagnato da un videoclip musicale, ma raggiunge la notorietà nazionale solo nel 2015 con i singoli Vagina e Deepthroat, diventati virali su YouTube, Worldstar e Facebook. I singoli sono stati successivamente inseriti nel mixtape di debutto, intitolato Cum Cake e realizzato con la collaborazione di diversi produttori dell'Illinois. Il mixtape è stato accolto positivamente dalla critica, citando l'uso di un testo esplicito e ben elaborato per descrivere l'amore, le difficoltà e i periodi bui dell'artista.
A giugno 2016, pubblica il secondo mixtape S.T.D. (Shelters to Deltas), anticipato dal singolo Best Dick Sucker. Il mixtape è stato inserito nella classifica annuale tra i "40 migliori album rap dell'anno" della testata musicale Rolling Stone. Nell'ottobre 2016 invece è la volta dell'album di debutto Adacious, anticipato dai singoli Picking Cotton, Spider-Man Dick e LGBT, dedicato all'omonima comunità.

### Queen Elizabitch,EphorizeedEden(2017-2018)
Nel febbraio 2017, Harris pubblica il singolo Cumshot, come primo estratto del suo secondo album in studio. Mentre il 7 marzo, collabora con la cantautrice britannica Charli XCX presentando il singolo Lipgloss, inserito successivamente nel mixtape Number 1 Angel.
Il secondo album in studio di Cupcakke, Queen Elizabitch è stato pubblicato il 31 marzo 2017. L'album è stato elogiato dalla critica per "il caratteristico rap volgare che l'ha resa virale, insieme a pezzi pop come il singolo 33rd e il freestyle a cappella Reality, Pt. 4",
Il 5 gennaio 2018 è la volta di Ephorize, definito dalla critica del settore l'album "più raffinato e completo dell'artista" elogiando anche la produzione e la composizione musicale nel suo complesso. Dall'album sono stati estratti i singoli Duck Duck Goose e Fullest, che sono stati presentati con i relativi videoclip.
Nel novembre dello stesso anno viene pubblicato il quarto album in studio, Eden, dal quale vengono estratti i singoli Quiz, Hot Pockets e Blackjack.

### La pausa e gli ultimi singoli (2019-2022)
Dopo un periodo di pausa, dopo un tentato atto di suicidio, l'11 gennaio 2019 pubblica il singolo Squidward's Nose, con il relativo videoclip pubblicato il mese successivo.
Nel 2020 CupcakKe pubblica i singoli Lawd Jesus, Lemon Pepper, Gum e How to Rob (Remix), una traccia dissing rivolta a diversi artisti tra cui Megan Thee Stallion, Lizzo, Lil' Kim, Camila Cabello e Shawn Mendes.  (con un seguito, The Gag Is, risposta diretta al dissing di Sukihana in Rob Who?). Nel giugno 2021 viene confermato che l'artista debutterà come presentatrice televisiva nel nuovo reality dell'emittente OutTV Hot Haus con la conduttrice e personaggio tv statunitense Tiffany Pollard. Nello stesso anno CupcakKe pubblicò i singoli Back in Blood (Remix), Mickey, Mosh Pit, Moonwalk, Huhhhhh e Marge Simpson.
Nel 2022, pubblicò un remix non-ufficiale di We Go Up di Nicki Minaj, annunciando successivamente un altro singolo, H2Hoe.

### Dauntless Manifesto (2024)
Il 23 Giugno 2024 CupcakKe annunciò a sorpresa sulle sue pagine social l'arrivo del suo nuovo album dopo Ephorize, Dauntless Manifesto, uscito il 28 Giugno della stesso anno e accompagnato da un videoclip per Grilling Niggas II, diretto sequel al singolo del 2020, Grilling Niggas. L'album in sè, acclamato dai fan e dalla critica, spazia tra il classico dirty rap dell'artista a temi più seri, come salute mentale e body positivity.

## Vita privata
Harris si identifica come una donna apertamente bisessuale.

## Discografia

### Album in studio
- 2016 – Audacious
- 2017 – Queen Elizabitch
- 2018 – Euphorize
- 2018 – Eden
- 2024 – Dauntless Manifesto

### Mixtape
- 2016 – Cum Cake
- 2016 – S.T.D. (Shelters to Deltas)

### Singoli
- 2015 – Vagina
- 2015 – Deepthroat
- 2016 – Juicy Coochie
- 2016 – Best Dick Sucker
- 2016 – Panda (Remix)
- 2016 – Picking Cotton
- 2017 – Cumshot
- 2017 – Biggie Smalls
- 2017 – Exit
- 2017 – Cartoons
- 2018 – Quiz
- 2018 – Hot Pockets
- 2018 – Blackjack
- 2019 – Squidward's Nose
- 2019 – Bird Box
- 2019 – Ayesha
- 2019 – Whoregasm
- 2019 – Grilling Niggas
- 2020 – Lawd Jesus
- 2020 – Lemon Pepper
- 2020 – Discounts
- 2020 – Elephant
- 2020 – Gum
- 2020 – How to Rob (Remix)
- 2020 – The Gag Is
- 2021 – Back in Blood (Remix)
- 2021 – Mickey
- 2021 – Mosh Pit
- 2021 – Moonwalk
- 2021 – Huhhhhh
- 2021 – Marge Simpson
- 2022 – We Go Up (Remix)
- 2022 – H2Hoe

#### Come featuring
- 2016 – Man Pussy (M.A.N. II feat. Cupcakke)
- 2016 – Cabbage (Remix) (Ladies and Fellas) (ETSWHORE feat. Cupcakke)
- 2016 – Pu$$y Market (Gumball Machine feat. Cupcakke)
- 2016 – PÜ$$Y (RemiXXX) (George G feat. Cupcakke)
- 2016 – 2 Bad Azz Bitches (Brian Castle feat. Cupcakke)
- 2016 – Situation (Xavi Got Bars feat. Cupcakke)
- 2016 – Trouble in Hollywood! (Mise Darling feat. Cupcakke)
- 2017 – Lipgloss (Charli XCX feat. Cupcakke)
- 2017 – Boy (K.I.D. feat. Cupcakke)
- 2017 – Get Ya Shine On (So Drove feat. Cupcakke, Kreayshawn e TT The Artist)
- 2017 – Loverboy (Nico Raimont feat. Cupcakke)
- 2017 – Queens of the Streets (Petey Plastic feat. Cupcakke)
- 2017 – Lick You (Dante Dcasso feat. Cupcakke)
- 2017 – Party Like a Pornstar (Jamez Hunter feat. Cupcakke)
- 2018 – Like a Snapback (Benzo Fly feat. Cupcakke)
- 2018 – Drip (Keiston feat. Osha So Gutta e Cupcakke)
- 2018 – Falling Fast (Tucker William feat. Cupcakke)
- 2018 – Ass & Titties (Kazzie feat. Cupcakke)
- 2018 – School Night (Greer feat. Cupcakke)
- 2018 – No Fats, No Femmes (Big Momma feat. Cupcakke)
- 2018 – Bitter Chocolate (Sage Charmaine feat. Cupcakke)
- 2020 – Ripe (Banoffee feat. Cupcakke)
- 2020 – Shake Sum (Kidd Kenn feat. Cupcakke)
- 2020 – Abc, S (YBCKIDMELO feat. Cupcakke)
- 2020 – Down (MkX feat. Cupcakke)